# 東京の孤独
『東京の孤独』（とうきょうのこどく）は、1959年5月12日に公開された日活制作、井上友一郎の原作小説を映画化したもので、監督は井上梅次、主演は小林旭、野球を題材とした映画である。モノクロ・日活スコープ。

## あらすじ
プロ野球チームのディッパーズは、前年のシーズン僅差で優勝を逃し、大貫哲也監督は進退問題を抱えていた。そんな中、来季に向けての入団テストが開催されることとなり、二人の男が伊東へとやってくる。その一人の黒柳平介は、可能性を感じさせるプレーを見せるも、もう一人の猿丸真二郎は暴投してしまうなど実不足を痛感、入団を諦めていたが、大貫監督は解任を覚悟で、二人を合格させるなら監督を続けるという条件を出し、チームは二人を合格させた。一方では二軍監督の男が、二人が活躍出来ず、一軍監督が成績不振で解任されることを期していた。そんなチームを尻目に二人はどこかえ消えてしまう。

## 配役
- 小林旭 : 猿丸真二郎
- 芦川いづみ : 妹登世子
- 宍戸錠 : 黒柳平介
- 清水まゆみ : 小松梢
- 月丘夢路 : 妻薫
- 西村晃 : 野々宮
- 殿山泰司 : 岩坪
- 植村謙二郎 : 小芝二軍監督
- 河野弘 : 根津外野手
- 弘松三郎 : 高峰監督
- 伊藤寿章 : 吉丸スカウト
- 峰三平 : 友田打撃コーチ
- 高野誠二郎 : 豊沢マネージャー
- 田中筆子 : キチ
- 志村正順 : アナウンサー
- 南村侑弘 : 野球評論家
- 小西得郎 : 野球評論家
- 藤村富美男 : 野球評論家
- 安部徹 : 堀木ヘッドコーチ
- 三島雅夫 : 星野社長
- 大坂志郎 : 大貫哲也

## スタッフ
- 監督 ： 井上梅次[3]
- 脚本 ： 松浦健郎、井上梅次
- 原作 : 井上友一郎
- 企画 ： 高木雅行
- 撮影 : 高村倉太郎
- 音楽 ： 大森盛太郎

## 併映作品
- 『夜霧に消えたチャコ』: 森永健次郎監督